# حسن كشلول
حسن كشلول (بالفرنسية: Hassan Kachloul) هو لاعب كرة قدم مغربي سابق من مواليد 19 فبراير 1973 بمدينة أكادير. لعب ضمن صفوف المنتخب المغربي في كأس العالم لكرة القدم 1994.

## روابط خارجية
Fiche, photos et parcours de Hassan Kachloul sur anciensverts.com
- Player's website at www.icons.com
- حسن كشلول على موقع الاتحاد الدولي (مؤرشف)  (الإنجليزية)
- حسن كشلول على موقع قاعدة بيانات كرة القدم.إي يو (الإنجليزية)
- حسن كشلول على موقع ناشيونال فوتبول تيمز (الإنجليزية)
- حسن كشلول على موقع Soccerbase.com (لاعب) (الإنجليزية)
- حسن كشلول على موقع عالم كرة القدم.نت (الإنجليزية)
- حسن كشلول على موقع كووورة